# Alexandra Rebikova
Alexandra Vasil'evna Rebikova (San Pietroburgo, 1896 – Mosca, 1957) è stata un'attrice russa.

## Filmografia parziale

### Attrice
- Dikaja sila (Дикая сила), regia di Boris Čajkovskij (1916)
- Jamščik, ne goni lošadej (Ямщик, не гони лошадей), regia di Evgenij Bauėr (1916)
- La signorina e il teppista (Барышня и хулиган), regia di Vladimir Vladimirovič Majakovskij e Evgenij Slavinskij (1918)